# Johannes Franz Hartmann

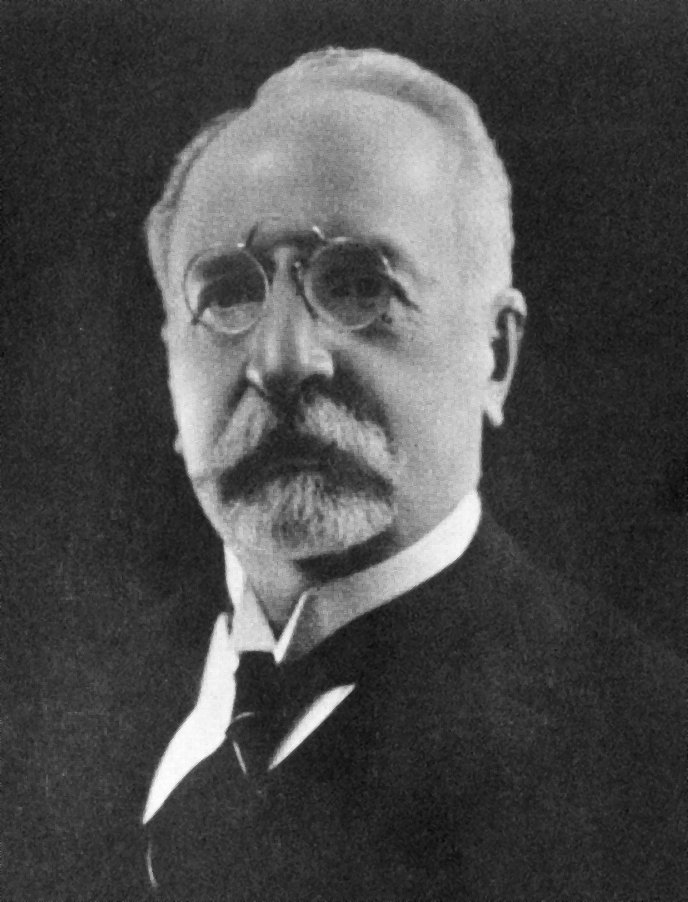

Johannes Franz Hartmann (Erfurt, 11 januari 1865 - Göttingen, 13 september 1936) was een Duits astronoom die belangrijke bijdragen leverde aan de astrofysica en de spectroscopie. Hij werkte mee aan het accurater bepalen van de golflengten van de lijnen in zon- en sterrenspectra en het ontwikkelen van een internationale standaard om ze te meten. Hij ontwierp verbeterde meetinstrumenten zoals een microfotometer (1899) en een spectrocomparator (1906). In 1904 ontdekte hij bij de studie van het spectrum van de spectroscopische dubbelster delta Orionis het bestaan van interstellaire materie. Ook legde hij de basis voor de later door Shack verder ontwikkelde Hartmann-Shacksensor, die onder andere wordt gebruikt voor de adaptieve optiek in spiegeltelescopen

## Levensloop
Hartmann was de zoon van de handelaar Daniel Hartmann en Sophia Evers. Hij was leerling aan het gymnasium van Erfurt tussen 1878 en 1886. Daarna studeerde hij aan de universiteiten van Tübingen, Berlijn en Leipzig, waar hij in 1891 promoveerde met een doctoraatsthesis over de aardschaduw tijdens maansverduisteringen (Die Vergrösserung des Erdschattens bei Mondfinsternissen). Hartmann werkte eerst als assistent in Ottakring bij Wenen (1893) onder leiding van de Duitse astronoom Leo de Ball (1853-1916) op de private sterrenwacht van de laatste burgemeester van Ottakring, Moritz von Kuffner (1854-1939). In 1894 werkte hij aan de universiteit van Leipzig bij Ernst Heinrich Burns (1848-1919).
Vanaf 1896 werkt hij aan het Astrofysische Observatorium in Potsdam. Daar werd hij een gerenommeerd instrumentenbouwer door het ontwerpen van allerlei hulpinstrumenten, onder andere door de ontwikkeling van de Hartmann microfotometer (1899). In 1902 werd hij er tot professor benoemd. Omdat de telescoop er niet aan zijn verwachtingen voldeed, ontwierp hij tussen 1900 en 1904 een methode voor het testen van lenzen en spiegels, zodat voor afwijkingen kon gecorrigeerd worden. Deze methode heet sindsdien de Hartmann-test. Deze aanpassingen lieten hem toe om in 1904 bij toeval de aanwezigheid vast te stellen van interstellair gas.  
Na het overlijden van de directeur van het observatorium in Potsdam, Hermann Carl Vogel (1841-1907), werd Hartmann gepasseerd voor de opvolging. Ter compensatie werd hij in 1909 professor aan de universiteit van Göttingen waar hij  Karl Schwarzschild (1873-1916) opvolgde als directeur van het Universitaire Observatorium. De mogelijkheden voor spectroscopisch onderzoek waren hier echter veel beperkter. Hij werkte er aan de verbetering van de instrumenten en verbouwingen aan het observatorium, zodat hij ook hier aan zijn onderzoek kon verder werken. Walter Baade was er een van de studenten die bij hem promoveerden (1919). 
Vanaf 1921 werkte hij als directeur van de sterrenwacht in La Plata, Argentinië (Observatorio Astronómico de La Plata). Hij was er ook professor aan de universiteit. Hij ontdekte er onder meer de planetoïden (965) Angelica in 1921 en (1029) LaPlata in 1924. De planetoïde van 45 km doormeter in de hoofdgordel die hij daar ontdekte hij op 10 mei 1932 werd  (1254) Erfordia genoemd, naar zijn geboorteplaats Erfurt.
Hartmann schreef ook boeken over astronomie en over de astronomen Nicolas de Cusa (1401-1464) en Arthur von Auwers (1838-1915). 
In 1934 werd hij ernstig ziek en keerde terug naar Göttingen. Daar overleed hij op 71-jarige leeftijd en liet twee zonen en een dochter na.

## De ontdekking van interstellaire materie
De eerste metingen van de radiale snelheid van de derde ster uit de Oriongordel, delta Orionis, werden tussen 1888 en 1891 uitgevoerd door Hermann Vogel en Julius Scheiner. De Franse astronoom Henri Deslandres ontdekte tussen december 1899 en januari 1900 echter snelle veranderingen in de positie van de spectrale lijnen. Delta Orionis bleek een dubbelster en Deslandres leidde uit zijn spectrogrammen een omlooptijd van 1,92 dagen af. Dit wekte de belangstelling van het astrofysisch observatorium in Potsdam. Daar was Vogel directeur en toen hij de resultaten van Deslandres vernam vroeg hij aan Hartmann of hij dit fenomeen kon bevestigen. 
Hartmann zette zich aan het werk en nam 42 spectra tussen februari 1900 en maart 1903. In zijn historische studie van het spectrum van delta Orionis kon Hartmann bevestigen dat het inderdaad om een spectroscopische dubbelster ging. De sterren staan zo dicht bij elkaar (hun onderlinge afstand is kleiner dan de afstand tussen de zon en Mercurius), dat ze ook met de grootste telescopen niet te onderscheiden zijn. Dat kan echter wel met een spectroscoop, omdat de lijnen van het spectrum periodiek verschuiven naargelang de rond elkaar cirkelende sterren naar de aarde toe of van de aarde af bewegen. Hartmann berekende de juiste omlooptijd van 5 dagen, 17 uur en 34 minuten.  Hij deed echter de verrassende ontdekking dat de K-absorptielijn van calcium met golflengte 393,4 nanometer stationair bleef, terwijl de andere lijnen van het spectrum wel periodiek verschoven. Hieruit leidde Hartmann af dat het gas dat deze absorptie veroorzaakte, zich niet bevond in de atmosfeer van de ster, maar in een wolk materie die zich ergens tussen de aarde en de ster bevond. Met deze ontdekking ging de studie naar interstellaire materie van start.

## Naar hem genoemd
- De Hartmann microfotometer. Instrument waarmee men op een fotografische plaat veel nauwkeuriger dan tevoren de magnitude van sterren kon bepalen en de relatieve lichtsterkte van de lijnen van een spectrogram op een fotografische plaat.
- De Hartmann Spectrocomparator. Een instrument om met verbeterde nauwkeurigheid de verplaatsingen van de lijnen in sterrenspectra te bepalen. Deze verschuivingen zijn het gevolg van een Doppler-effect, veroorzaakt door de snelheid waarmee de ster zich van ons verwijdert. Om deze radiale snelheid beter te kunnen meten, ontwierp Hartmann de spectrocomparator die toeliet het spectrum van de ster te vergelijken met het gestandaardiseerde zonnespectrum.
- De Hartmann-formule. Een dispersieformule die toelaat de golflengtes te berekenen voor een spectrum.
- De Hartmann-test.
- De Hartmann-krater. Een impactkrater op de Maan met een diameter van 61 km.

## Werken
- Die Vergrösserung des Erdschattens bei Mondfinsternissen, S. Hirzel, Leipzig, 1891
- Die beobachtung der mondfinsternisse, S.Hirzel, Leipzig, 1896
- A simple interpolation formula for the prismatic spectrum, University of Chicago Press, Chicago, 1898
- Über die Scale des Kirchhoff´schen Sonnenspectrums, 1898
- Ueber die Ausmessung und Reduction der photographischen Aufnahmen von Sternspectren, C.Schaidt, Kiel, 1901
- Ein neues Verfahren zur Messung der Linienverschiebung in Spektrogrammen, W.Engelmann, Potsdam, 1906
- Untersuchungen über das 80 am-Objektiv des Potsdamer Refraktors, W.Engelmann, Potsdam, 1908
- Arthur von Auwers, 1915,  uit: Nachrichten von der Königlichen Gesellschaft der Wissenschaften zu Göttingen. Geschäftliche Mitteilungen, 1915
- Tabellen für das Rowlandsche und das Internationale Wellenlängensystem, Weidmann, Berlijn, 1916
- Die astronomischen Instrumente des Kardinals Nikolaus Cusanus, Weidmannsche Buchhandlung, Berlijn, 1919
- Astronomie, verschillende auteurs onder eindredactie van J.Hartmann, B.G.Teubner, Leipzig, Berlijn, 1921
- La Enseñanza primaria de la cosmografía, La Plata, 1929